# Ptychorrhoe
Ptychorrhoe is een geslacht van vlinders van de familie spanners (Geometridae), uit de onderfamilie Larentiinae.

## Soorten
- P. blosyrata Guenée, 1858
- P. rayada Dognin, 1893